# SG Barockstadt Fulda-Lehnerz
El SG Barockstadt Fulda-Lehnerz es un equipo de fútbol de Alemania que juega en la Regionalliga Südwest, una de las ligas regionales que conforman la cuarta división nacional.

## Historia
Fue fundado el 2 de diciembre de 1965 en la ciudad de Fulda del estado de Hesse como TSV Lehnerz. En 1997 ascendieron a la Landesliga Hessen-Nord y diez años después, el TSV se convirtió en subcampeón detrás del FSC Lohfelden, pero fracasó en la ronda de ascenso a la Oberliga Hessen ante el Rot-Weiss Frankfurt. En 2010 el equipo alcanzó nuevamente la posibilidad del ascenso a la Hessenliga, pero fracasó ant el 1. FCA Darmstadt y el OSC Vellmar. En 2011 el TSV ganó la Copa Regional de Fulda y, por lo tanto, se clasificó para la Copa de Hesse. Allí el equipo quedó eliminado en cuartos de final tras una derrota por 1-0 ante el Kickers Offenbach.
La tercera participación por el ascenso llega dos años después, tampoco tuvo éxito luego de que perdiera 1:4 contra Kickers Obertshausen en la última fecha. Para la temporada 2012/13, el cuatro veces internacional con Alemania Democrática Henry Lesser, asumió el cargo de entrenador en el TSV Lehnerz y llevó al equipo pronto al campeonato y al ascenso a la Hessenliga. En esta temporada, tanto el segundo equipo siguió ascendiendo a la Verbandsliga Nord como el tercer equipo a la Kreisliga A Fulda. En 2015 el TSV fue subcampeón detrás de TSV Steinbach y se clasificó para la ronda de ascenso a la Regionalliga Südwest. Allí Lehnerz enfrentó al Bahlinger SC y al SC Hauenstein, pero solo terminó segundo, por lo que se perdió el ascenso. El equipo terminó tercero en la temporada 2015/16.
Tras alcanzar la séptima plaza de la tabla en la temporada 2016/17, el equipo se perdió los partidos para el ascenso a la Regionalliga Südwest. En la temporada 2017/18 termina en tercera posición ante el subcampeón FC Bayern Alzenau solo por la peor diferencia de goles. El escollo fue la derrota en casa por 2-1 en la penúltima jornada ante el rival local y futuro socio de la fusión, el Borussia Fulda.
El 1 de julio de 2018 el TSV Lehnerz aceptó a los equipos masculinos del Borussia Fulda. Borussia Fulda renunció a su elegibilidad para jugar en la Hessenliga, pero se mantuvo como club y continúa brindando equipos juveniles. En el transcurso de esto, TSV Lehnerz pasó a llamarse SG Barockstadt Fulda-Lehnerz y recibió un nuevo logotipo y nuevos colores del club. La conexión con la ciudad de Fulda debe enfatizarse con el sufijo de ciudad barroca. El primer equipo masculino juega principalmente sus partidos de local en el Sportpark Johannisau; algunos juegos también se juegan en el campo de deportes en Richard-Müller-Straße.
Alfred Kaminski se hizo cargo del equipo para la temporada 2018/19. Fue destituido el 4 de octubre. Su sucesor fue Sedat Gören. El 28 de mayo de 2022 el club ganó el campeonato con una victoria por 3-2 contra el FC Eddersheim y ascendió a la Regionalliga Südwest. El Fuldaer se benefició de la derrota simultánea 1:2 del principal competidor TSV Eintracht Stadtallendorf ante el SC Hessen Dreieich.

## Palmarés
- Hessenliga: 1

2022
- Verbandsliga Hessen-Nord: 1

2013
- Bezirksoberliga Fulda: 1

1997